# Ballet d'action
Ballet d'action (Nederlands: dansdrama) is een Franse term voor een ballet waarbij de choreografie en vormgeving ondergeschikt zijn aan de plot en thema's. Ballet d'action kenmerkt zich door een eenheid van dramatische actie en de psychologische ontwikkeling van personages. Mime en expressieve danspassen zijn het voornaamste medium. Deze stijl ontstond in de 18e eeuw. Voorheen lag de nadruk nog op spectaculaire dans en kostuums. Het verhaal was toen bijkomstig of niet meer dan een moraliteit.
John Weaver, Jean-Georges Noverre en Gasparo Angiolini waren toonaangevende choreografen in de evolutie naar ballet d'action. Hun ideeën sloten aan op de ruimere hervorming van theater die toen plaatsvond. Noverre vatte de principes voor ballet d'action samen in zijn Lettres sur la danse et sur les ballets (1758-1760). Deze publicatie verspreidde de nieuwe visie op ballet. Tot de introductie van abstracte choreografieën in de 20e eeuw bleef het ballet trouw aan het basisprincipe dat inhoud voor stijl dient te komen.

## Hervorming in theater en ballet

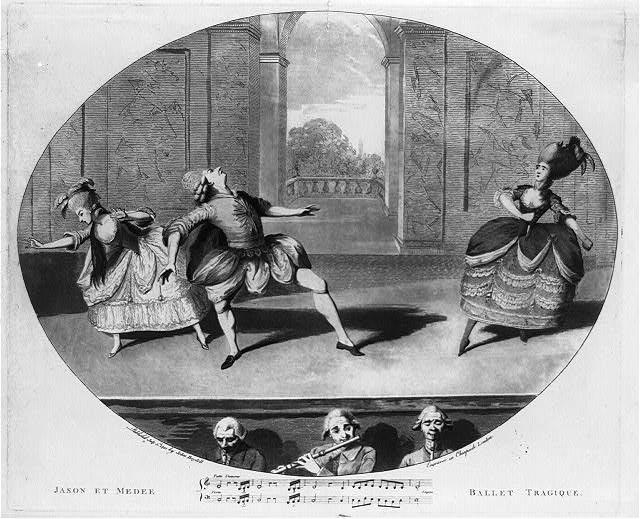
Dansers tonen zich expressief in Noverre's Medea en Jason (1767)

Het ballet d'action bouwde op hervormingen in het Engels renaissancetheater. Mime ontwikkelde zich als verhaaltechniek binnen deze traditie. Het bracht continuïteit in het toneelstuk Gorboduc en linkte scènes in de drama's van William Shakespeare. John Weaver maakte in 1717 van mime een volwaardig onderdeel van The loves of Mars and Venus, het eerste Engelse ballet. Gebaren namen daarbij de plaats in van woorden. Weaver slaagde er zo in het ballet te scheiden van de woordkunst.
Frans choreograaf Jean-George Noverre kwam met de Engelse pantomime in aanraking tijdens een verblijf in Londen. Hij hekelde de mechanische aard van het ballet en zag in mime een kans om af te raken van "dans om de dans". Noverre schreef zijn visie neer in de  Lettres sur la danse et sur les ballets. Dans en mime moesten volgens hem de expressieve functie overnemen van de groteske en hinderende kostumering. De publicatie van Noverre beïnvloedde de volgende generaties choreografen.
Hoewel navolgers Noverre het vaakst citeren, was hij geen uniek vernieuwer. De Italiaan Gasparo Angiolini drukte in zijn ballet Don Juan (1761) het verhaal uit door dans en gebaren. Angiolini baseerde zich vaak op toneelschrijvers uit zijn tijd, zoals Voltaire en Aleksander Soemarokov. Hij werkte bovendien nauw samen met Duits componist Christoph Gluck die gelijkaardige innovaties introduceerde in de opera. Ook Angiolini's leermeester, de Oostenrijker Franz Hilverding, zette al in op de integratie van pantomime en dans.